# Banatoiulus troglobius
Banatoiulus troglobius är en mångfotingart som beskrevs av Ionel Grigore Tabacaru 1985. Banatoiulus troglobius ingår i släktet Banatoiulus och familjen kejsardubbelfotingar. Inga underarter finns listade i Catalogue of Life.